# Homoglaea dives
Homoglaea dives là một loài bướm đêm trong họ Noctuidae.